# Christopher Samba
Veijeany Christopher Samba (* 28. März 1984 in Créteil) ist ein in Frankreich geborener ehemaliger kongolesischer Fußballspieler. Der groß gewachsene Innenverteidiger hatte nach ersten Profistationen in Sedan und Berlin bei den Blackburn Rovers in der englischen Premier League seinen Durchbruch.

## Karriere

### Verein
Über die französischen Vereine FC Rouen und CS Sedan kam der 1,93 m große Abwehrspieler Anfang 2005 zu Hertha BSC. Sein erstes Bundesligaspiel bestritt Samba am 27. August 2005 in München. Im Januar 2007 absolvierte er ein Probetraining beim englischen Premier-League-Klub Blackburn Rovers, zu dem er kurz darauf wechselte. Die Ablösesumme soll sich auf 400.000 Pfund belaufen haben. Bereits im Oktober 2007 verlängerte Samba, der bei den Blackburn Rovers Stammspieler war und zumeist mit Ryan Nelsen die Innenverteidigung bildete, seinen Vertrag um zwei weitere Jahre bis 2012 – der Kontrakt wurde im November 2009 noch einmal erneuert bis zum Ende der Saison 2013/14.
Ende Februar 2012 wechselte Samba zum russischen Erstligisten Anschi Machatschkala. Am 31. Januar 2013 ging er zurück in die Premier League zu den Queens Park Rangers. Er unterschrieb einen Vertrag mit Laufzeit bis zum 30. Juni 2017. Nachdem das Team aus der Premier League abgestiegen war, kehrte er zur Saison 2013/14 zu Anschi Machatschkala zurück. Dabei belief sich die Ablösesumme nach Medienberichten auf 11,6 Millionen Euro. Noch in derselben Transferperiode wechselte Samba im Zuge der Sparmaßnahmen von Anschi zu Dynamo Moskau. Nach einem kurzen Gastspiel bei Panathinaikos Athen wechselte er im Sommer 2017 für ein Jahr zum englischen Zweitligisten Aston Villa. Seit Sommer 2018 ist Samba ohne Verein.

### Nationalmannschaft
Samba war von 2004 bis 2013 Nationalspieler der Republik Kongo und bestritt 26 Länderspiele (kein Tor).